# Handball-Bundesliga 2014-2015
L'Handball-Bundesliga 2014-2015 è la 65ª edizione del torneo di primo livello del campionato tedesco di pallamano maschile.